# Hylomys peguensis
Hylomys peguensis ist eine Art der Kleinen Rattenigel innerhalb der Igel (Erinaceidae). Sie kommt im festländischen Südostasien vor, wo die Tiere hügelige Regionen in niedrigen bis mittleren Höhenlagen bewohnen. Als Habitate nutzen sie vielfältige Landschaften von Wäldern bis Wiesen in Waldrandlagen. Äußerlich gleichen sie anderen Vertretern der Gattung und zeichnen sich somit durch ein spitzmausartiges Erscheinungsbild aus. Typisch sind die bräunlich-helle Fellbedeckung und der verhältnismäßig lange Schwanz. Die Lebensweise von Hylomys peguensis ist nur wenig untersucht. Die Hauptnahrung besteht aus Insekten, die Fortpflanzung findet wahrscheinlich im Frühjahr statt. Die wissenschaftliche Benennung erfolgte im Jahr 1859. Die Form galt aber weitgehend als Variante des Kurzschwanz-Rattenigels. Erst im Jahr 2023 wurde sie als eigenständige Art anerkannt.

## Merkmale

### Habitus
Hylomys peguensis ist ein mittelgroßer Vertreter der Kleinen Rattenigel. Die Kopf-Rumpf-Länge variiert zwischen 10,3 und 15,7 cm, der Schwanz wird 1,7 bis 2,5 cm lang, was etwa 17 % der Länge des restlichen Körpers ausmacht. Das Gewicht beträgt 45 bis 73 g. Die Hinterfußlänge liegt bei 2,0 bis 2,5 cm, die Ohrlänge bei 1,1 bis 2,0 cm. Bezüglich des Schwanzes wird dieser durchschnittlich länger als bei Hylomys maxi von der Malaiischen Halbinsel, während der Hinterfuß kürzer ist. Wie alle Angehörigen der Kleinen Rattenigel zeichnet sich Hylomys peguensis durch ein spitzmausartiges äußeres Erscheinungsbild aus. Das Rückenfell besitzt eine bräunliche Farbgebung mit einem gelblichen Einschlag. Der Bauch zeigt sich gelblichbraun mit silberfarbenen Tönen. Insgesamt ist das Körperfell bei Hylomys peguensis heller gefärbt als bei Hylomys maxi. Ausnahmen bilden die südlichen Populationen, die etwas dunkler sind. Die hellere Kolorierung trifft auch auf die Füße zu, welche bei Hylomys peguensis hellbraun erscheinen. Der Schwanz hingegen weist entsprechend des Körperfells eine zweifarbige Tönung auf. An den kurzen Ohren kommt ein weißlicher bis hellbrauner Rand vor. Dieser fehlt bei Hylomys maxi ebenso wie bei Hylomys macarong aus dem südlichen Vietnam.

### Schädel- und Gebissmerkmale
Der Schädel wird 32,3 bis 36,0 mm lang, am Hirnschädel 13,7 bis 14,8 mm breit sowie 9,0 bis 9,6 mm hoch. Insgesamt ist der Schädel im Vergleich zu dem von Hylomys maxi kurz, ebenso wie das Rostrum, das sich über eine Länge von 13,1 bis 15,8 mm erstreckt. Auch die Schädelhöhe ist niedriger. Die beiden Hälften des Mittelkieferknochens treffen sich vorn in einem stumpfen Winkel. Das Nasenbein ist langgestreckt und reicht weiter nach hinten als bei Hylomys maxi. Entsprechend zu letztgenannter Art kommt ein gut ausgebildeter Processus supraorbitalis an der Orbita vor. Der Unterkiefer ist 22,4 bis 25,4 mm lang, allgemein grazil gebaut und mit einem schlanken Kronenfortsatz ausgestattet.
Das Gebiss setzt sich wie bei allen Kleinen Rattenigeln aus 44 Zähnen zusammen, was der vollständigen Zahnanzahl der Höheren Säugetiere entspricht. Die Zahnformel lautet daher: {\displaystyle {\frac {3.1.4.3}{3.1.4.3}}}. Die beiden inneren oberen Schneidezähne sind nicht wesentlich vergrößert, anders als bei Hylomys macarong.  Sie stehen zudem parallel zueinander und sind nicht zungenseitig geneigt. Am vierten oberen Prämolar kommt wangenseitig ein schmales Cingulum vor, also ein niedriger Zahnschmelzwulst, der kleiner ausfällt als bei Hylomys maxi. Die obere Zahnreihe besitzt eine Länge von 15,8 bis 18,3 mm, die untere von 15,1 bis 17,4 mm. Beide sind dadurch kürzer als bei Hylomys maxi.

### Genetische Merkmale
Der diploide Chromosomensatz lautet 2n = 48. Er besteht aus 10 meta- bis submetazentrischen und 14 acrozentrischen Autosomenpaaren. Das X-Chromosom ist mittelgroß und submetazentrisch, das Y-Chromosom klein und acrozentrisch. Die fundamentale Nummer (Anzahl der Autosomenarme) beträgt 64.

## Verbreitung und Lebensraum
Das Verbreitungsgebiet von Hylomys peguensis umfasst einen Großteil des festländischen Südostasiens. Die Art kommt in Myanmar, Thailand, Laos, Kambodscha und Vietnam vor. Ausnahmen bilden die Region um Đà Lạt und die Dak-Lak-Hochebene im südlichen Vietnam, wo Hylomys macarong auftritt. Die südliche Verbreitungsgrenze ist möglicherweise bei Perlis in Malaysia nahe der für die Vegetationsverbreitung bedeutenden Kangar-Pattani-Linie erreicht. Dort schließt weiter nach Süden das Vorkommen von Hylomys maxi an. Hylomys peguensis bewohnt überwiegend hügelige Landschaften mit Höhenlagen von 100 bis 1000 m über dem Meeresspiegel. Als Habitate kommen verschiedene Landschaften in Betracht. Nachweise liegen aus Tälern schnellfließender Flüsse, trockenen immergrünen oder laubwerfenden Wäldern mit offenem oder geschlossenem Kronendach, Gebieten mit dichtem Unterholz sowie Grasflächen am Rand von Nadelwäldern vor.

## Lebensweise
Die Lebensweise von Hylomys peguensis ist nur ungenügend erforscht. Beobachtungen zufolge konnten Weibchen und Männchen mehrere Tage hintereinander in derselben Falle gefangen werden. Dies lässt entweder auf Paarbildungen schließen, auf ein Bewachen des Weibchens durch das Männchen in der Fortpflanzungsphase oder auf sich überlappende Territorien. Die Nahrung besteht überwiegend aus Insekten wie Käfern, Ameisen und Schmetterlingen sowie deren Raupen. Hinzu kommen Schnecken und zum Teil auch Früchte wie Feigen oder der Gattung Melastoma. Im März schwellen bei den Männchen die Hoden von ursprünglich 7–8 × 3 mm auf 13 × 6 mm an, so dass eine Paarung im Frühjahr oder Frühsommer angenommen werden kann. Trächtige Weibchen wurden im späten Februar an der Grenze von Myanmar zu China und im Mai am Ba Vì im Norden Vietnams gesichtet. Bekannte Wurfgrößen umfassen zwei oder vier Jungen.

## Systematik
Hylomys peguensis ist eine Art aus der Gattung der Kleinen Rattenigel (Hylomys), die sechs weitere Mitglieder beinhaltet. Die Gattung wiederum gehört zur Familie der Igel (Erinaceidae) und bildet innerhalb dieser einen Teil der Unterfamilie der Rattenigel (Galericinae). Die Rattenigel zeichnen sich gegenüber den Stacheligeln (Erinaceinae) durch ein weicheres Fell sowie durch ein eher spitzmausartiges äußeres Erscheinungsbild aus. Die Kleinen Rattenigel vereinen hierbei kleinere Angehörige der Rattenigel. Diese kennzeichnet ein bräunliches Fell, das häufig eine borstige bis moderat weiche Struktur aufweist. Molekulargenetischen Analysen zufolge spalteten sich die beiden Unterfamilien bereits im Unteren Eozän vor rund 53 Millionen Jahren voneinander ab. Eine stärkere Diversifizierung der Rattenigel setzte ab dem Oberen Eozän vor etwa 37 Millionen Jahren ein. Die Linie der Kleinen Rattenigel entstand im ausgehenden Unteren Miozän vor etwa 16,8 Millionen Jahren, sie begann sich aber erst im ausgehenden Oberen Miozän vor 7,8 Millionen Jahren aufzuteilen. Als nächster Verwandte von Hylomys peguensis kommt Hylomys macarong in Betracht, der im südlichen Vietnam beheimatet ist. Beide Arten, die seit dem Übergang vom Miozän zum Pliozän vor etwa 5,3 Millionen Jahren als eigenständige Linien existieren, stehen den übrigen Kleinen Rattenigeln als Schwestergruppe gegenüber.
Die wissenschaftliche Erstbeschreibung von Hylomys peguensis wurde von Edward Blyth im Jahr 1859 erstellt. Sie basiert auf einem männlichen und einem weiblichen Individuum, welche von Hugh Thomas Mathew Berdmore bei Schwegyin nahe der Stadt Bago im Tal des Sittaung im heutigen Myanmar gefangen worden waren. Das Gebiet bildet die Typuslokalität der Art. Blyth sah große Ähnlichkeiten zum Kurzschwanz-Rattenigel (Hylomys suillus), stellte jedoch den längeren Schwanz als Besonderheit heraus. Beide ursprünglichen Belegexemplare sind verschollen. Als Neotyp wurde daher ein männliches Tier aus dem Kyaikhtiyo-Wildreservat bei Kinmun im Mon-Staat im Süden von Myanmar ausgesucht. Der Ort ist etwa 58 km von der Terra typica entfernt. Die enge Verbindung zum Kurzschwanz-Rattenigel wurde von späteren Autoren befürwortet und Hylomys peguensis folglich als dessen Unterart eingestuft, so unter anderem von John Reeves Ellerman und Terence Charles Stuart Morrison-Scott im Jahr 1951. Verschiedene Standardwerke übernahmen diese Ansicht, darunter etwa das Mammal Species of the World aus dem Jahr 2005 und der achte Band des Handbook of the Mammals of the World aus dem Jahr 2018. Andere Wissenschaftler sahen Hylomys peguensis indes als synonym zur Nominatform des Kurzschwanz-Rattenigels an. Hierzu zählt etwa Gordon Barclay Corbet, der im Jahr 1988 einen umfassenden Aufsatz zur systematischen Gliederung der Igel veröffentlichte. Bereits in den 1990er Jahren wurde jedoch aufgrund morphologischer und genetischer Befunde vermutet, dass die einzelnen Unterarten des Kurzschwanz-Rattenigels auch eigenständige Arten repräsentieren könnten. Weitere Untersuchungen ähnlicher Art führten dann im Jahr 2023 zur Herauslösung von Hylomys peguensis aus dem Kurzschwanz-Rattenigel und zur Anerkennung als selbständige Art.
Als weiterer festländischer Vertreter der Kleinen Rattenigel wurde im Jahr 1916 von Cecil Boden Kloss die Art Hylomys siamensis benannt. Dies geschah unter Verweis auf ein nicht ausgewachsenes Weibchen aus Hinlap im westlichen Thailand. Als Unterscheidungsmerkmal zum Kurzschwanz-Rattenigel gab Kloss die hellere Fellfärbung an. Zwei weibliche Individuen aus dem nördlichen Vietnam mit einer zwischen dem Kurzschwanz-Rattenigel und Hylomys siamensis intermediären Farbgebung veranlassten Oldfield Thomas neun Jahre darauf, die Form Hylomys siullus microtinus zu etablieren. Beide Angehörigen der Kleinen Rattenigel galten dann im weiteren Verlauf des 20. Jahrhunderts gleichfalls als Unterarten des Kurzschwanz-Rattenigels. Mit der Anerkennung von Hylomys peguensis als eigenständige Art im Jahr 2023 wurden diese überführt. Dadurch sind innerhalb der Art drei Unterarten anerkannt:
- H. p. microtinus Thomas, 1925
- H. p. peguensis Blyth, 1859
- H. p. siamensis Kloss, 1916

Über das gesamte Verbreitungsgebiet zeigt Hylomys siamensis eine starke genetische Variabilität. Morphologisch überschneiden sich die untersuchten Individuen allerdings. Die insgesamt analysierte Individuenzahl ist aber eher gering. Daher sind weitere Untersuchungen notwendig, um zu evaluieren, ob die angenommenen Unterarten eventuell als eigenständige Arten zu werten sind.

## Bedrohung und Schutz
Die IUCN berücksichtigt Hylomys peguensis derzeit nicht als eigenständige Art, sondern gliedert die Form in den Kurzschwanz-Rattenigel ein, dessen Gesamtbestand die Umweltschutzorganisation als nicht gefährdet einstuft. Die Art tritt in verschiedenen Landschaftstypen auf. Zur genauen Bestimmung potentieller Bestandsbedrohungen sind weitere Untersuchungen notwendig, insbesondere zur Populationsentwicklung, zum Toleranzverhalten gegenüber menschlichen Landschaftsveränderungen und zum systematischen Verhältnis der einzelnen Unterarten zueinander. Die Tiere kommen in mehreren Schutzgebieten vor, unter anderem im Nationalpark Mae Wong in Thailand und im Nationalpark Ba Vì in Vietnam.